# Platyceps
Platyceps är ett släkte av ormar. Platyceps ingår i familjen snokar.
Arterna är med en längd av 75 till 150 cm små till medelstora ormar. De lever i Nordamerika, i sydöstra Europa samt över Mellanöstern och Arabiska halvön till Indien. Som habitat föredras torra klippiga områden men arterna besöker även andra landskap. Individerna jagar små ödlor och andra ormar. Honor lägger ägg.
Arter enligt Catalogue of Life:
- Platyceps atayevi
- Platyceps collaris
- Platyceps florulentus
- Platyceps karelini
- Platyceps najadum
- Platyceps rhodorachis
- Platyceps rogersi
- Platyceps saharicus
- Platyceps ventromaculatus

The Reptile Database listar dessutom följande arter:
- Platyceps afarensis
- Platyceps bholanathi
- Platyceps brevis
- Platyceps elegantissimus
- Platyceps gracilis
- Platyceps insulanus
- Platyceps ladacensis
- Platyceps largeni
- Platyceps messanai
- Platyceps noeli
- Platyceps scortecci
- Platyceps sinai
- Platyceps sindhensis
- Platyceps somalicus
- Platyceps taylori
- Platyceps thomasi
- Platyceps variabilis